# Dit de ressort
El dit de ressort o dit en molla, és un trastorn comú de l'edat adulta que es caracteritza per la percepció d'un moviment de ressort o de molla en efectuar la flexió del dit afectat, associada amb la disfunció i dolor. És degut a una afectació dels tendons flexors dels dits, concretament a una diferència de mida entre el tendó flexor i el sistema de politges del retinacle que l'envolta, amb més freqüència a nivell de la primera politja anul·lar, això comporta la dificultat per flexionar o estendre el dit en un punt on queda travat el moviment, precisant llavors un esforç suplementari (o una ajuda amb els dits de la mà sana) per sobrepassar aquest punt, i en sobrepassar-lo (sobretot en l'extensió activa) el dit fa un moviment brusc (per això els anglosaxons -afeccionats a les armes- l'anomenen dit en gallet).

## Diagnòstic
El diagnòstic es realitza gairebé exclusivament per la història i l'examen físic. Es pot afectar més d'un dit a la vegada. Generalment s'afecten els dits polze, mitjà, o l'anul·lar. Es manifesta més pronunciat al matí, o quan s'agafa un objecte amb fermesa.

## Tractament
La injecció en la beina del tendó de glucocorticoides és eficaç durant setmanes o mesos en més de la meitat dels pacients.
Quan la injecció de glucocorticoides no funciona, és d'esperar que es resolgui mitjançant un procediment quirúrgic relativament senzill (generalment ambulatori, amb anestèsia local). El cirurgià talla la beina que està comprimint el tendó. Un règim de fisioteràpia es prescriu generalment després del procediment, que pot durar de dos a sis mesos. Com a anècdota, els pacients que responen almenys transitòriament a la injecció de glucocorticoides són més propensos a respondre al tractament quirúrgic.

## Pronòstic
La història natural del dit en el gallet roman incerta.
Hi ha alguna evidència que el dit de ressort idiopàtic es comporta de manera diferent en les persones amb diabetis mellitus